# 津山登志子
津山 登志子（つやま としこ、1954年1月25日 - 2023年3月12日）は、日本の女優。本名は鈴木 登志子。東京都出身。身長153cm。

## 来歴・人物
文化学院卒業。
少女雑誌「りぼん」のモデルを経て、1970年の16歳時の劇団若草在籍中にオーディションを受けてドラマ『泣かないで!かあちゃん』（NETテレビ）でデビュー。
昭和50年代に「トランジスタ女優」と呼ばれ、チャキチャキした町娘から気風のいい女房、サスペンスでは陰のある未亡人役と幅広く活躍。
1980年、演歌歌手の角川博と結婚し、芸能活動を休止。
1989年、NHK大河ドラマ『春日局』で芸能活動復帰。
1996年、角川と離婚。
離婚後、1999年と2001年に40代でヘアヌード写真集を2冊発表して話題になった。
娘はシンガー・ソングライターの鈴木みらい。
2022年まで俳優活動をしていたが、同年8月に持病の悪化で同年10月まで入院。その後2023年2月上旬に娘が在住するマレーシアへ移住し、現地の病院に入院し療養していた。同年3月12日、血栓による心臓発作のため、クアラルンプールの病院で死去した。69歳没。

## 出演

### テレビドラマ
- 泣かないで!かあちゃん（1970年、NET・東映）
- おれは男だ! 第6話「号砲一発まっしぐら!」（1971年、NTV）
- おひかえあそばせ（1971年、NTV） - 池西つぼみ
- 刑事くん（1971年、TBS） - 立花美和子（第1・2部）
- 気になる嫁さん（1971年、NTV） - 安子
- 天下御免（1971年 - 1972年、NHK） - 桜
- パパと呼ばないで（1972年、NTV） - としこ
- おんな組アクション控（1972年、12ch・C.A.L.） - おつた
- がんばれ!兄ちゃん（1973年、TBS）
- 銀座わが町（1973年、NHK） - 雅子
- 大岡越前 第3部 第8話「越前の娘」（1972年7月31日、TBS / C.A.L） - おしん
- 江戸を斬るシリーズ（TBS）
  - 江戸を斬る 梓右近隠密帳（1973-1974年） - お仲
  - 江戸を斬るII 第8話「お小夜のゆくえ」（1975年） - お民
- どっこい大作（1973年 - 1974年、NET） - 日向早苗
- 唖侍鬼一法眼 第3話「火炎の街道」（1973年、NTV）
- 次郎長三国志 第4話（1974年、NET・東映）
- 子連れ狼 第2シリーズ 第17話「まろほし豆庄」（1974年、NTV）
- 母の鈴（1974年、TBS）
- 丹下左膳（1974年、YTV）
- がんばれ!!ロボコン 第4話「ギャギャ! すごい女が来たぞ!!」（1974年、NET、東映） - アイ子
- 伝七捕物帳（NTV）
  - 第55話「孝心　涙のさばき」（1975年） - お初
  - 第104話「無実の獄門」（1976年） - お吉
  - 第111話「はぐれ鳥が風に泣く」（1976年） - おはな
  - 第118話「飛び込んできた女狐」（1976年） - お美代
  - 第140話「命を賭けた待ッタナシ」（1977年） - お夏
- 座頭市物語 第21話「湖に咲いたこぼれ花」（1975年、CX） - お妙
- ポーラ名作劇場 「秘密」（1975年、NET）
- 賞金稼ぎ 第15話「三姉妹のターゲット」（1975年、NET・東映） - はな
- 銀河テレビ小説 「青春のいたみ」（1975年、NHK） - 浅沼愛子
- はぐれ刑事 第3話「復讐」（1975年、NTV） - 杉森ミコ
- 痛快!河内山宗俊 第4話「祭ばやしに男が賭けた」（1975年、CX）
- 徳川三国志（1975年、NET） - お仲
- 夫婦旅日記　さらば浪人（1976年、CX）
- 破れ傘刀舟 悪人狩り（NET）
  - 第84話「炎の巡りあい」（1976年） - お照
  - 第96話「怒濤佐渡の嵐（前編）」（1976年） - お雪
  - 第97話「怒濤佐渡の嵐（後編）」（1976年） - お雪
- 同心部屋御用帳 江戸の旋風II 第18話「黒い狐狩り」（1976年、CX）
- 俺たちの旅 第33話「妹の涙をある日みたのです」（1976年、NTV） - ウェイトレス
- 夫婦旅日記 さらば浪人 第5話「母の峠路」（1976年、CX）
- グッドバイ・ママ（1976年、TBS）
- 大江戸捜査網 （12ch）
  - 第211話「幻の殺人者」（1975年） - おちか
  - 第261話「悲しき泥棒稼業」（1976年） - おひさ
  - 第313話「大暴れ!魚河岸の伊達男」（1977年） - お菊
- 気まぐれ天使（1976年、NTV）
- Gメン'75 第81話「灰色高官殺人事件」（1976年、TBS）
- 五街道まっしぐら! 第11話「河童と美女といたずら小僧」（1976年、NET・東映）
- 特捜最前線（ANB）
  - 第3話「禁じられた愛の詩」（1977年）
  - 第38話「バスジャック・光なき娘へのハレルヤ」（1977年）
  - 第82話「望郷殺人カルテット!」（1978年）
  - 第113話「若者狩り・恐怖のラブレター!」（1979年）
- 桃太郎侍（NTV）
  - 第30話「瑪瑙に命を賭けたやつ」（1977年） - おみつ
  - 第127話「あらくれ女大学」（1979年）
- 新幹線公安官 第3話「恐怖が見えますか」（1977年、ANB） - 石上アキコ
- 土曜ドラマ 「虹の花」（1978年、NHK）
- 俺たちの祭（1977年、NTV） - 小野静香
- 横溝正史シリーズII / 八つ墓村（1978年、MBS） - 旅館の娘・かづ
- かあちゃんの勲章（1978年、CX）
- 江戸の鷹 御用部屋犯科帖 第17話「さすらいの聖少女」（1978年、NET）
- 日立スペシャル 「獅子のごとく」（1978年、TBS）
- 土曜ワイド劇場
  - ある誘拐（1978年、ANB）
  - 戦後最大の誘拐・吉展ちゃん事件（1979年、ANB）
  - 森村誠一の終着駅シリーズ(17) 霧笛の余韻（2004年、EX）
- 西遊記 第3話「三兄弟・天竺への誓い」（1978年、NTV）
- 銭形平次（CX）
  - 第649話「奇妙な誘拐」（1978年） - おとし
  - 第677話「おかめが泣いた」（1979年） - おくに
- 遠山の金さん 第2シリーズ 第2話「黄金鳥の謎をとけ」（1979年、ANB） - おかよ
- 半七捕物帳 第17話「化け銀杏」（1979年、ANB / 歌舞伎座テレビ）
- 七瀬ふたたび（1979年、NHK）
- そば屋梅吉捕物帳 第1話「闇を斬る江戸の月」（1979年、12ch / 国際放映） - 美沙
- 必殺仕事人 第25話「裏の裏のそのまた裏には何があるのか?」（1979年、ABC / 松竹） - 佐和
- 平岩弓枝ドラマシリーズ / 日蔭の女（1979年、CX）
- NHK大河ドラマ / 春日局（1989年、NHK） - ユミ
- 月曜ドラマスペシャル / 早乙女千春の添乗報告書2（1996年、TBS）
- 火曜サスペンス劇場 / 当番弁護士8（1999年、NTV） - 北尾桐子
- 女と愛とミステリー （TX）
  - 信濃のコロンボ事件ファイル（2002年） - 谷永 和子
  - 古都奈良殺人ライン〜八木沢警部補の捜査（2004年）
- 旅の終りに（2002年、TX）
- 月曜ミステリー劇場 / 血痕 警科研・湯川愛子の鑑定ファイル1（2004年、TBS） - 川上佐千代
- Deep Love（TX）/『Deep Love 〜アユの物語〜』（2004年） - 義之の継母、『Deep Love 〜ホスト〜』（2005年）第9話
- 音女 11-12回（2008年、TX）
- 孤独のグルメ Season9 第8話（2021年8月28日、テレビ東京） - オリタ店主 役
- 愛しい嘘〜優しい闇〜 第3話・第4話（2022年1月28日・2月4日、テレビ朝日） - 小池照子 役
- 今度生まれたら 第5話（2022年6月5日、NHK BSプレミアム・BS4K） - 同級生 役

### 映画
- 正午なり（1978年、ATG）
- 十九歳の地図（1979年、プロダクション群狼）
- ドラッグストア・ガール（2003年、松竹）
- るにん（2004年、奥田瑛二監督　2004東京国際映画フェスティバル参加作品）
- ミナゾコ（2004年、ショートフィルムスタジアム）
- The Passengers（2006年、日仏合作映画）
- レット・イット・ビー 〜怖いものは、やはり怖い〜（2023年5月12日、ARI Production）- 稲荷神社の高齢女性 役 ※遺作[3]

### オリジナルビデオ
- 淫熟母（2000年　オールインエンタテインメント）

### 舞台
- 春告鳥
- 毛皮のマリー（2008年、俳優座にて　演出：森崎偏陸）
- 永遠の一秒（2010年、グローブ座にて　演出：畠山貴憲）

### ラジオ
- ニッポン放送DJ （1973-74/毎週土曜日朝）
- 文化放送　ラジオドラマ
- NHK ラジオドラマ『旅は道づれ』（1976年）※1976年度芸術祭優秀賞受賞作品

### イベント
- 品川パシフィックホテルにて「ディナーショー」（2005年）
- 青山D'sバーにて「ワンマンライブ」（2007年7月、8月）

### TVコマーシャル
- 栄太楼本舗（1969年）
- 共石 / 雑誌媒体（1970年）
- トクホン(1971年）
- にこにこ海苔（1975年）
- ニュータッチヌードル（1973-75年）

### ネット配信＆TV放映
- エイベックス20周年企画　ショートドラマ「音女」
- 篭城するオトメ　主演/宇野実彩子（2008年テレビ朝日ON AIR）

### バラエティ・その他
- おとぎのへや（1973年、NHK教育）
- 料理天国ヨーロッパリポーター（1978年）
- 競馬中継初代アシスタント （1979年、CX）
- 料理バンザイ!（テレビ朝日系）

## 写真集
- 『INNOCENT -無垢な- 』（バウハウス、1999年）
- 『哀 -ai- 津山登志子x荒木経惟』（双葉社、2001年）